# Chiesa di Sant'Ambrogio (Merate)
La chiesa prepositurale di Sant'Ambrogio è la parrocchiale di Merate, in provincia di Lecco e arcidiocesi di Milano; fa parte del decanato di Merate.

## Storia
Se nel Liber Notitiae Sanctorum Mediolani di Goffredo da Bussero non è elencata alcuna chiesa a Merate dedicata sant'Ambrogio, si fa invece menzione di essa nella Notitia cleri del 1398.
Nel 1571 l'arcivescovo di Milano Carlo Borromeo, durante la sua visita pastorale, ordinò di ricostruire la chiesa. Questa disposizione venne ottemperata però appena intorno al 1648, allorché la parrocchiale venne interessata da un rifacimento in stile barocco su progetto dell'architetto Carlo Buzzi; in questa occasione si procedette pure all'erezione della torre campanaria, ultimata nel 1654.
L'edificio fu restaurato interamente poco più di un secolo dopo, nel 1758; nuovi lavori vennero condotti nel 1836, allorché si provvide a modificare le decorazioni della navata.
Il 7 marzo 1854 la chiesa meratese fu elevata dall'arcivescovo Carlo Bartolomeo Romilli al rango di pieve e di sede di un vicariato foraneo nel quale confluirono le parrocchie di Osnago, Cernusco Lombardone, Montevecchia, Novate e Pagnano.
Nel 1897 l'arcivescovo Andrea Carlo Ferrari, durante la sua visita pastorale, trovò che il numero dei fedeli era pari a 3020, che la parrocchiale di Sant'Ambrogio, in cui aveva sede la confraternita del Santissimo Sacramento, aveva come filiali la chiesa di San Bartolomeo e sette oratori e che a servizio della cura d'anime vi erano il parroco e tre coadiutori.
La chiesa venne dotata, nel 1911, di un nuovo organo e nel 1957 la cappella laterale fu ridotta di dimensioni per allargare l'adiacente strada.
Negli anni sessanta si procedette all'esecuzione dell'adeguamento liturgico secondo le usanze postconciliari mediante la rimozione delle balaustre del presbiterio e l'aggiunta dell'altare rivolto verso l'assemblea e dell'ambone.
Nel 1971, con la riorganizzazione territoriale dell'arcidiocesi voluta dall'arcivescovo Giovanni Colombo, la parrocchia di Sant'Ambrogio confluì nel decanato di Missaglia, per poi entrare a far parte del neo-costituito decanato di Merate nel 1974.

## Descrizione

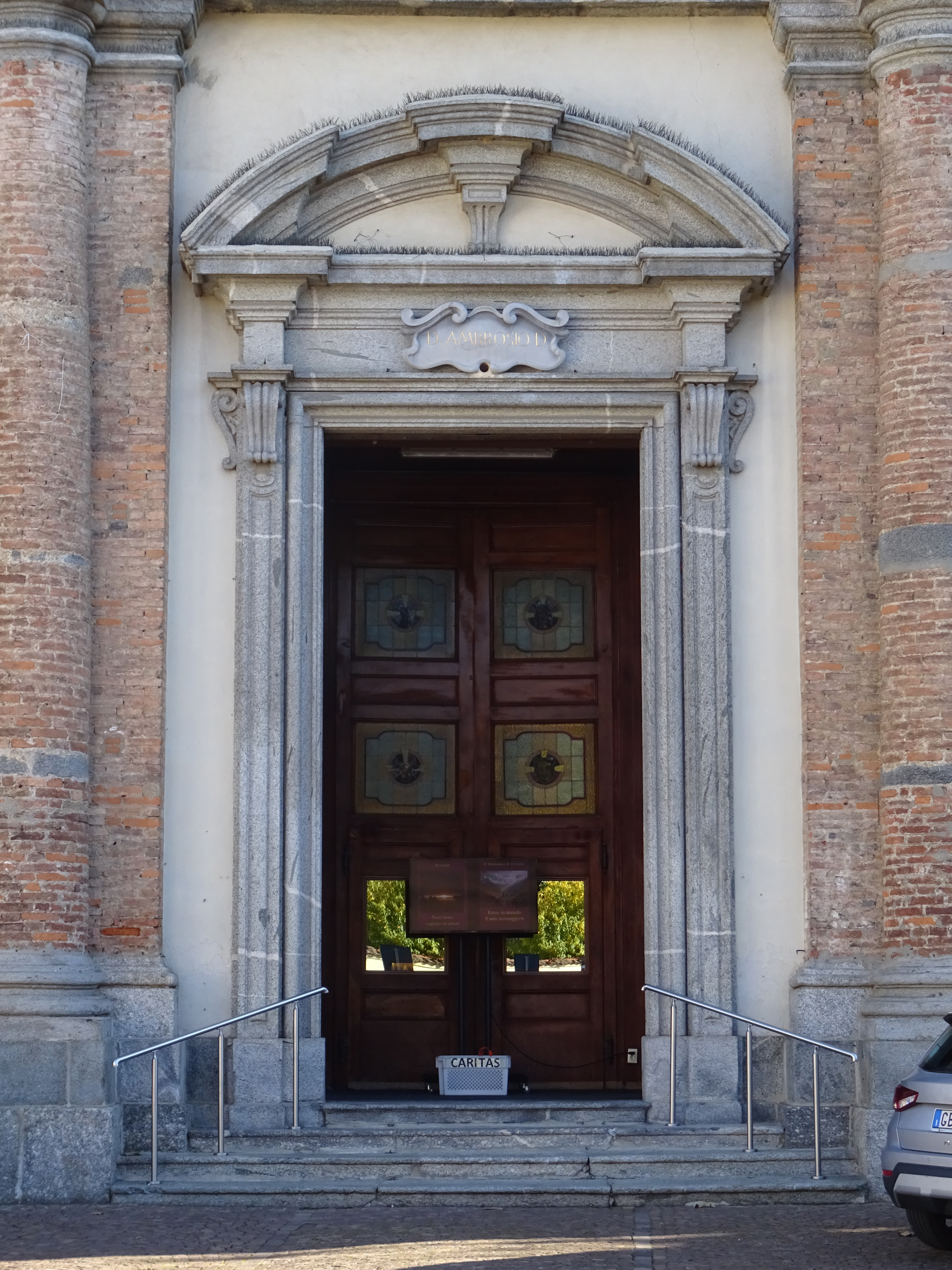
Il portale d'ingresso

### Esterno
La facciata della chiesa, rivolta a nordovest e rimasta parzialmente incompiuta, è suddivisa da una cornice marcapiano aggettante in due registri, entrambi scanditi da semicolonne; quello inferiore, più largo, presenta centralmente il portale d'ingresso, sormontato dal frontoncino, e ai lati due nicchie vuote, mentre quello superiore è caratterizzato da un oculo e da due ulteriori nicchie.
Annesso alla parrocchiale è il campanile a base quadrata, suddiviso in più registri; la cella presenta su ogni lato una monofora a tutto sesto ed è coperta dal tetto a quattro falde.

### Interno
L'interno dell'edificio si compone di un'unica ampia navata, sulla quale si affacciano le cappelle laterali, introdotte da archi a tutto sesto, e le cui pareti sono scandite da lesene terminanti con capitelli corinzi e sorreggenti la trabeazione modanata e aggettante su cui s'impostano le volte; al termine dell'aula si sviluppa il presbiterio, rialzato di alcuni gradini, coperto dalla volta a vela e chiuso dall'abside di forma semicircolare.
Qui sono conservate diverse opere di pregio, tra le quali le tredici formelle ritraenti gli Apostoli con al centro Gesù Salvatore, la tela avente come soggetto San Giuseppe con Gesù Bambino, firmata dal pittore Jannucci, le due pale che rappresentano San Mauro con San Bernardino di Siena e i Santi Anna e Gioacchino con Maria Bambina, risalenti al XVII secolo, e la statua lignea raffigurante la Madonna del Rosario con Gesù Bambino.